# Дуб-Король (пам'ятка природи)
Дуб-Король — ботанічна пам'ятка природи місцевого значення в Україні. Об'єкт природно-заповідного фонду Сумської області. 
Розташована в лісовому масиві на схід від села Рогинці Роменського району Сумської області. 
Площа 0,03 га. Статус надано 22.02.2013 р. Перебуває у віданні ДП «Роменський агролісгоп» (Роменське лісництво, кв. 64, вид. 9). 
Охороняються віковий екземпляр дуба звичайного віком близько 300 років. Висота - 30 м, обхват стовбура на висоті 1,3 м – 4,7 м.
Галявина навколо дуба - популярне місце відпочинку, яке називають «квітучою поляною», тут зростає велика кількість пролісків. Дуб-Король в 2010 р. посів третє місце у номінації «Естетично цінне дерево України» обласного конкурсу з відбору дерев для присвоєння звання «Національне дерево України».
Має особливу природоохоронну, наукову, естетичну, рекреаційну, пізнавальну і освітньо-виховну цінність.